# Marcello Gandini

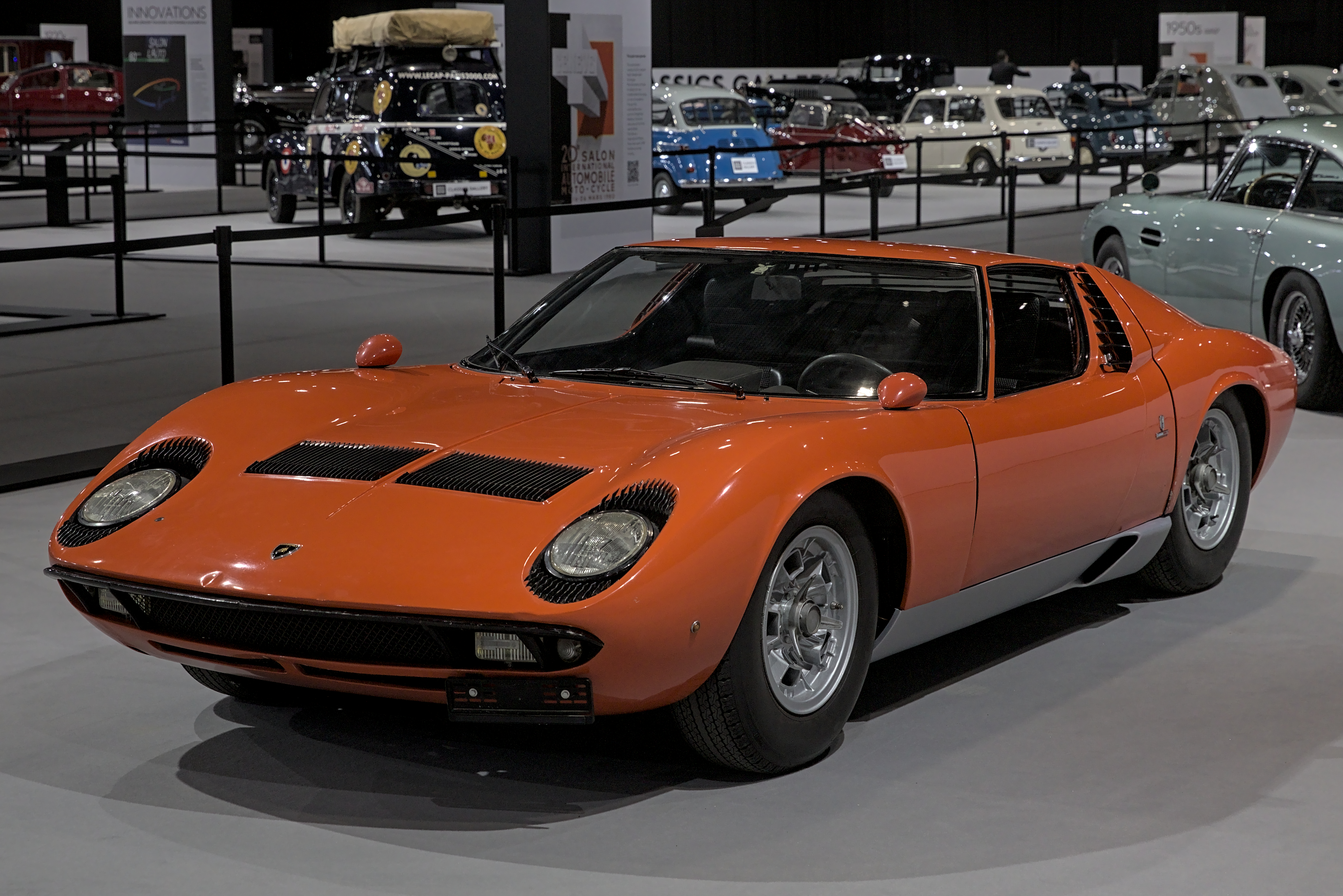
Lamborghini Miura P400 SV

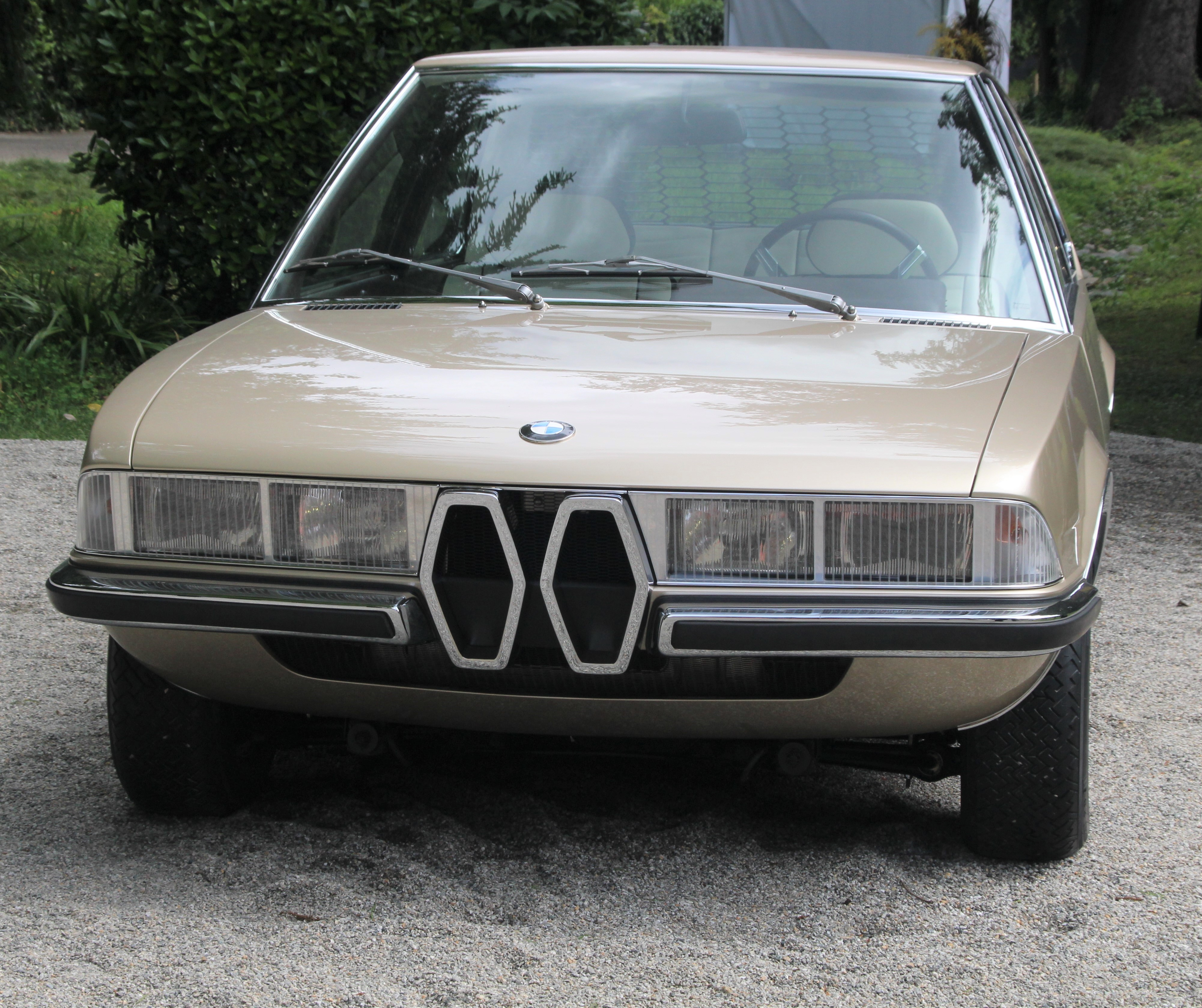
BMW Garmisch, 1970
(BMW-Nachbau 2019)

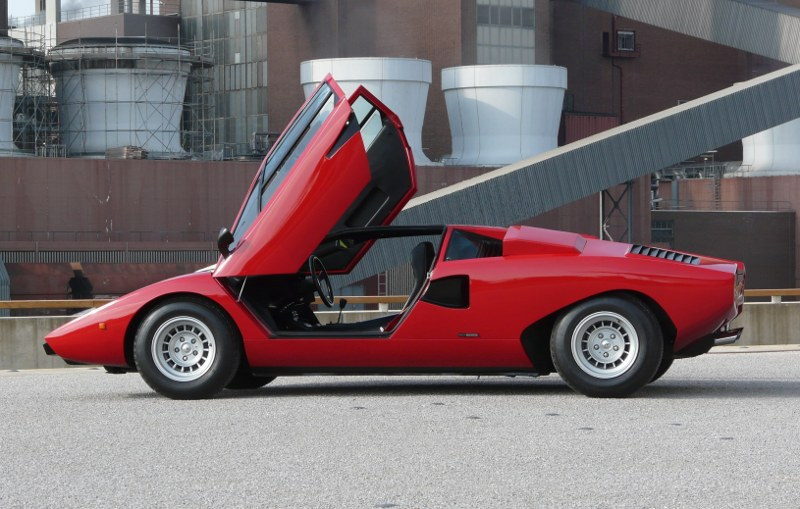
Lamborghini Countach

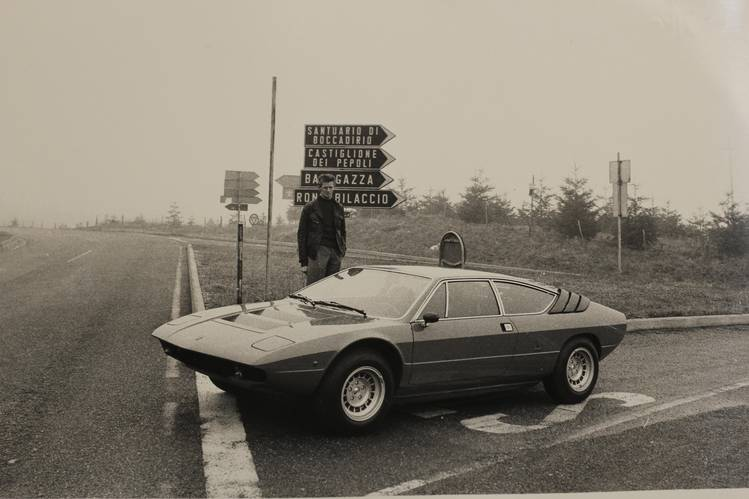
Lamborghini Urraco

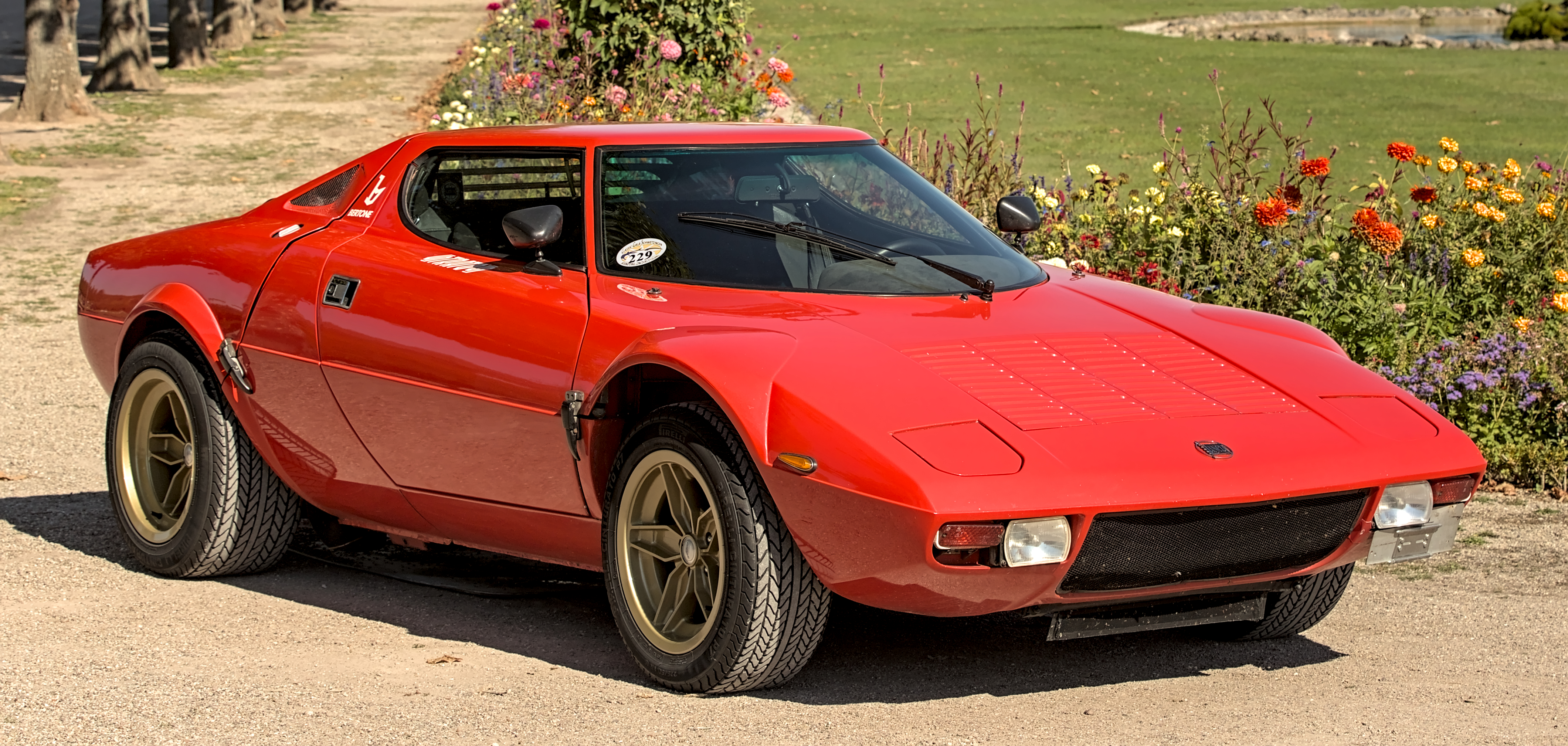
Lancia Stratos

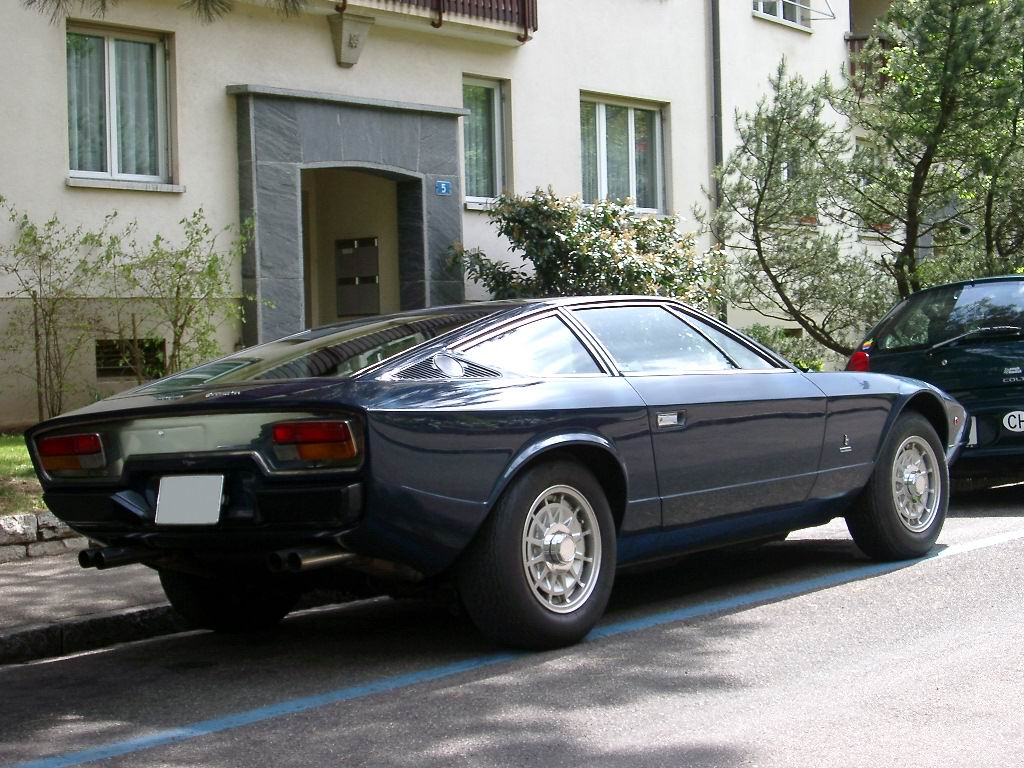
Maserati Khamsin

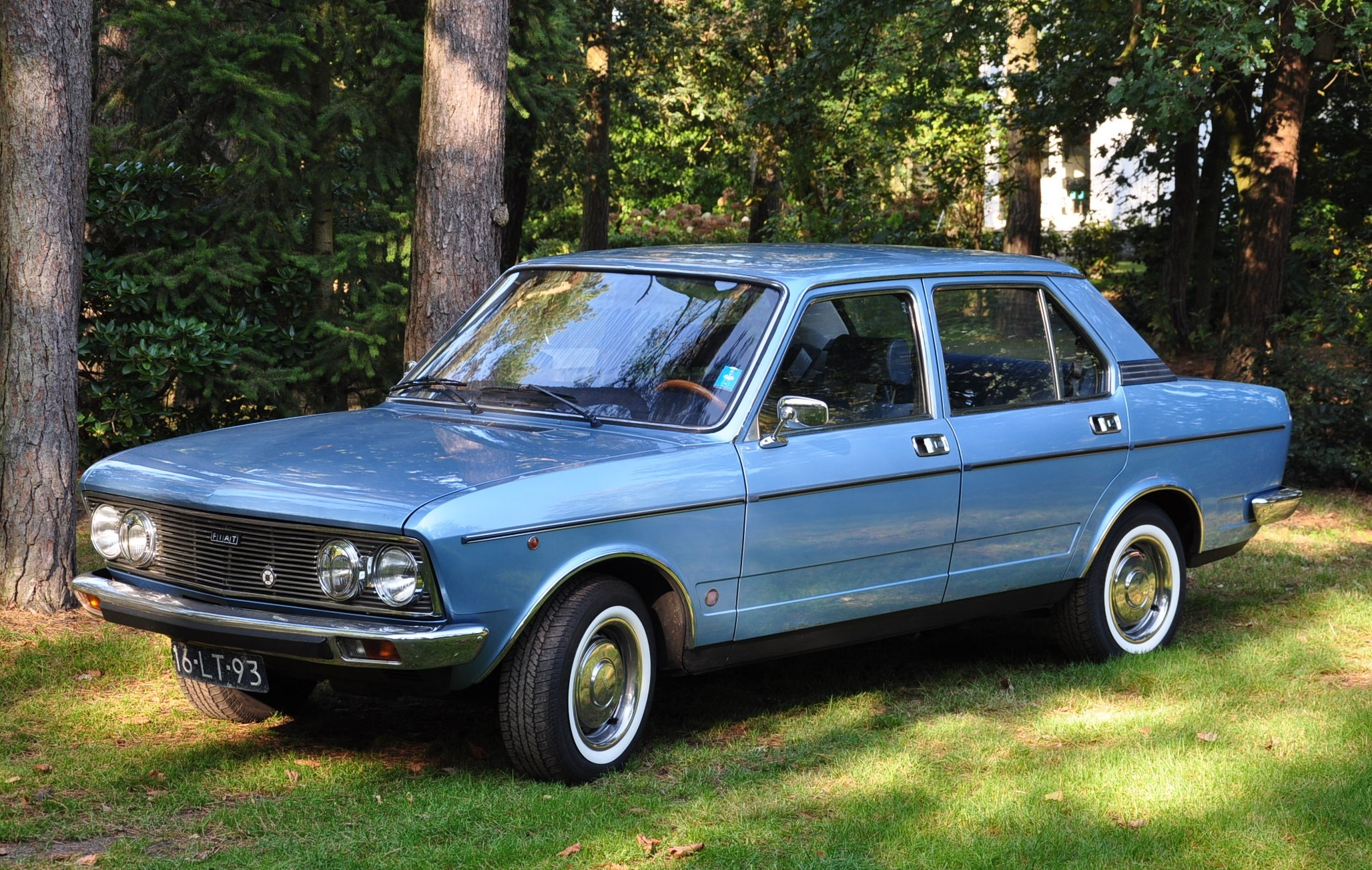
Fiat 132

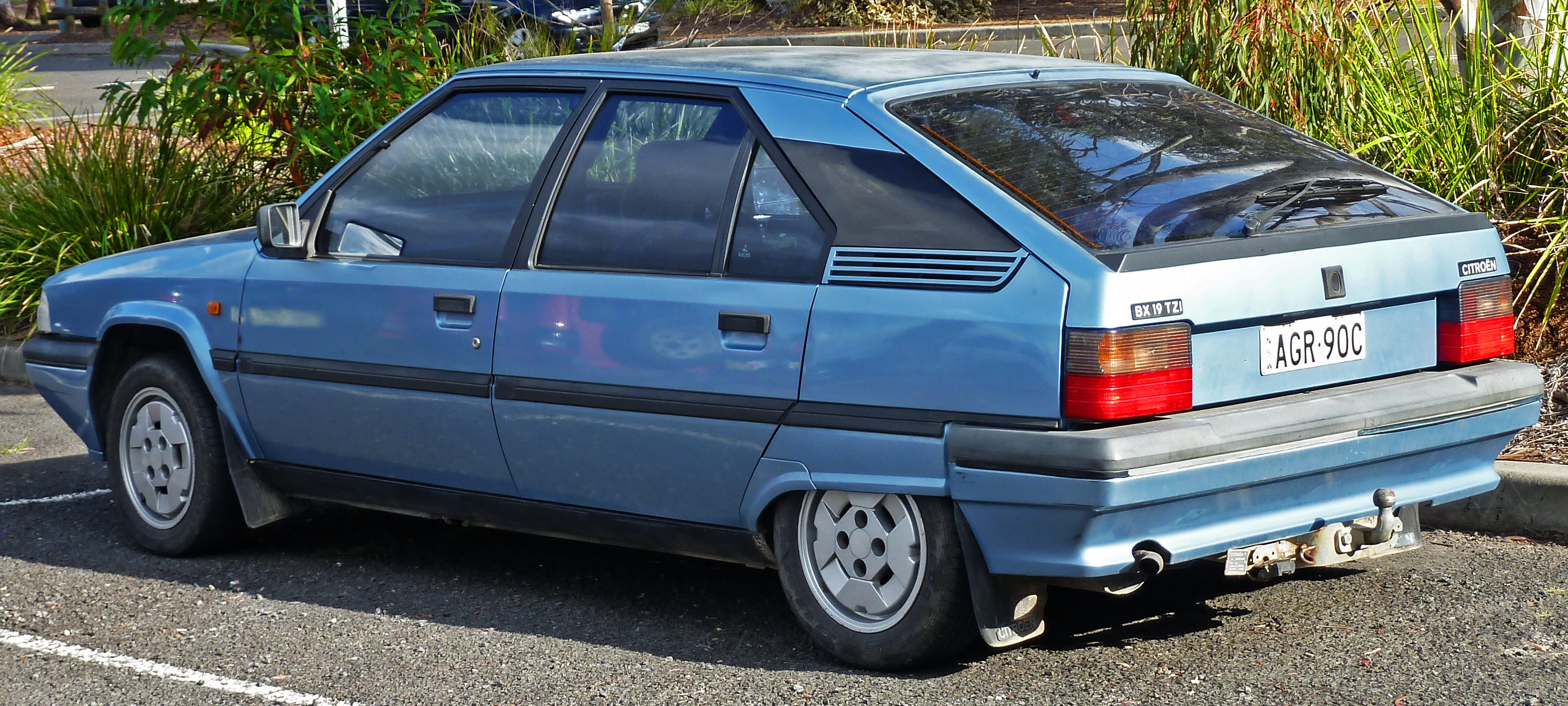
Basierte auf einem älteren Gandini-Entwurf für Volvo und Reliant: Der Citroën BX

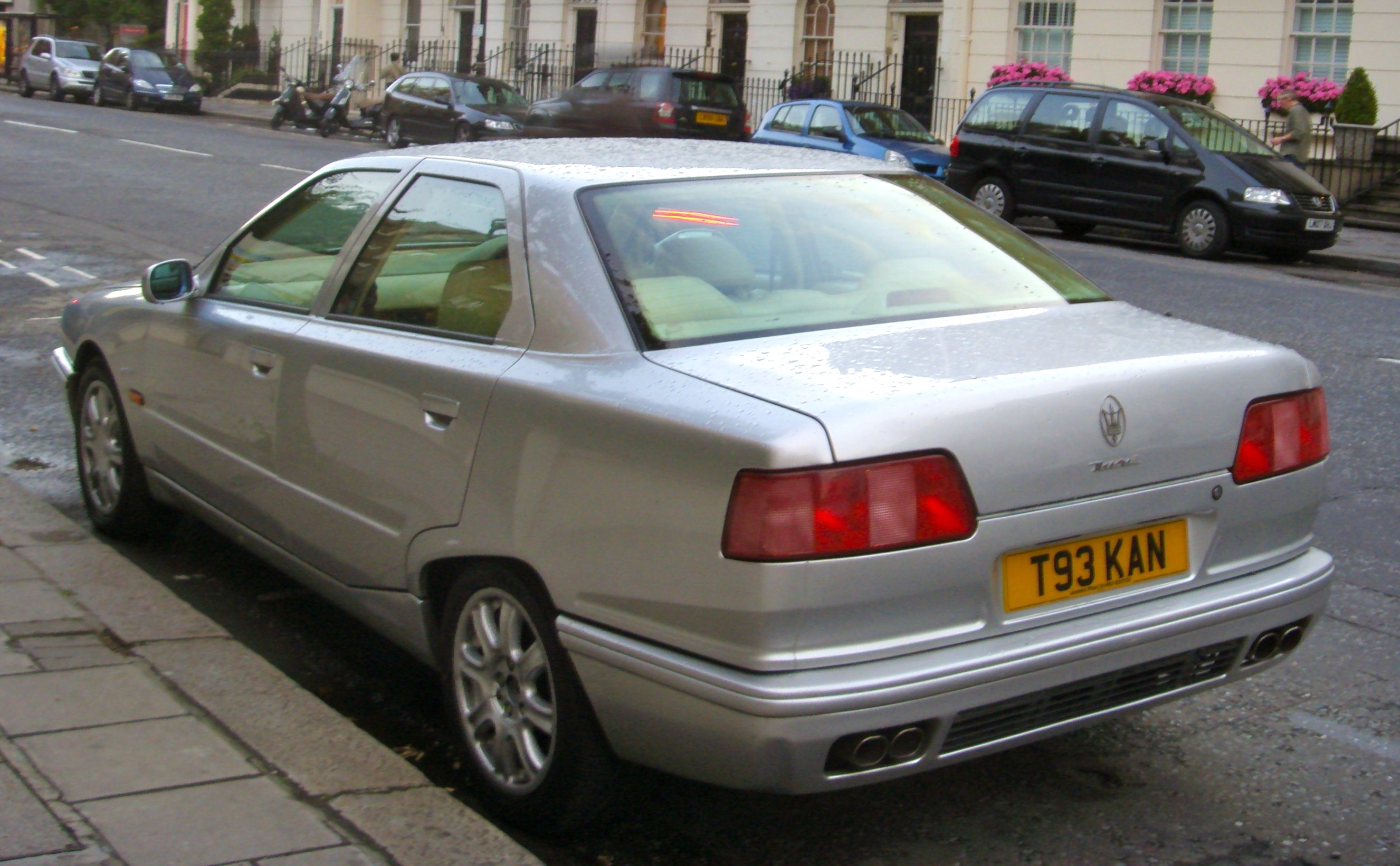
Mit angeschnittenen hinteren Radläufen: Maserati Quattroporte IV

Marcello Gandini (* 26. August 1938 in Turin; † 13. März 2024 in Rivoli) gehörte zu den größten italienischen Designern der 1970er Jahre. Gandini schuf Karosserien sowohl für exklusive Sportwagen als auch für Großserienmodelle. Zu seinen bekanntesten Entwürfen gehören der Lamborghini Miura, der Lamborghini Countach oder der Lancia Stratos. Sie entstanden während seiner Zeit als Chefdesigner bei Bertone. Ab 1980 war er selbständiger Automobildesigner.

## Arbeit
Gandini arbeitete ab den späten 1950er Jahren als Industriedesigner in Italien, ohne zunächst Bezug zur Automobilindustrie zu haben. Seine erste Automobilkarosserie entwarf er 1958 im Auftrag eines Freundes für ein OSCA-Fahrgestell.

### Von 1965 bis 1980 – Chefdesigner bei Bertone
1963 versuchte Gandini bei Bertone eine Anstellung als Automobildesigner zu erhalten. Bertones damaliger Chefdesigner Giorgetto Giugiaro sprach sich allerdings gegen den gleichaltrigen Gandini aus. Zwei Jahre später, im November 1965, wechselte Giugiaro zur Carrozzeria Ghia. Kurz nachdem Giugiaro die Firma Bertone verlassen hatte, stellte Nuccio Bertone Gandini als neuen Chefdesigner ein. Gandini hatte vorher noch nicht im Automobildesign gearbeitet. Sein erstes Projekt für Bertone war der 1966 vorgestellte Lamborghini Miura. Dieser Wagen hat einen quer eingebauten Mittelmotor hinter den Sitzen und so eine gleichmäßige Gewichtsverteilung auf die beiden Achsen.
Im Laufe der Jahre entwarf Gandini viele bekannte Fahrzeuge für Bertone, vor allem Sportwagen für die Marken Lamborghini und Maserati, aber auch Alltagsfahrzeuge, wie den Fiat 132, die erste Generation der BMW-5er-Serie oder den Citroën BX.
Ebenfalls während seiner Zeit bei Bertone entstand der Alfa Romeo Carabo. Es war das erste Fahrzeug mit Scherentüren, die später vom Lamborghini Countach und dessen Nachfolgern übernommen wurden.

### Seit 1980: Marcello Gandini Design
1980 verließ Gandini Bertone und gründete sein eigenes Designstudio Marcello Gandini Design in der Nähe von Turin. In den 1980er-Jahren entstand eine enge Bindung Gandinis an Alejandro de Tomaso, dem seinerzeit u. a. die Sportwagenhersteller De Tomaso und Maserati gehörten. Gandini entwarf für beide Marken eine Reihe von Karosserien. Dabei war er aus Kostengründen vielfach darauf beschränkt, ein vorhandenes Grundkonzept zu aktualisieren. So entwickelte Gandini aus dem Maserati Biturbo den Maserati Shamal, und für das Modelljahr 1990 überarbeitete er die 20 Jahre zuvor von Tom Tjaarda entworfene Karosserie des De Tomaso Pantera. Komplett neu entworfen waren dagegen der Maserati Quattroporte IV und der Qvale Mangusta, der ursprünglich als De Tomaso Biguà auf den Markt kommen sollte. Ein besonderes Merkmal von Gandinis Entwürfen in den 1990er-Jahren waren angeschnittene hintere Radausschnitte, die sich bei den meisten seiner Fahrzeuge dieser Periode in unterschiedlicher Ausprägung zeigten.
Als selbstständiger Designer beschäftigte er sich nicht mehr ausschließlich mit Fahrzeugdesign, sondern auch mit Architektur, Nachtclub-Interieur oder der Erscheinung des Heli-Sport-CH-7-Hubschraubers.

## Automobil-Designs
Gandini entwarf viele Klassiker, einschließlich:
- Alfa Romeo Montreal
- Alfa Romeo Carabo
- Audi 50
- Bertone-BMW 2800 Spicup
- BMW Garmisch als Konzept 1970 für die BMW-5er-Serie (1. Generation E12)[3]
- Citroën BX
- Cizeta-Moroder V16T
- De Tomaso Pantera 90 Si
- Ferrari Dino 308 GT 4
- Fiat 132
- Fiat X1/9
- Iso Lele
- Lamborghini Countach
- Lamborghini Espada
- Lamborghini Jarama
- Lamborghini Marzal
- Lamborghini Miura
- Lamborghini Urraco
- Lancia Stratos
- Maserati Khamsin
- Maserati Quattroporte II
- Maserati Quattroporte IV
- Maserati Shamal
- Maserati Ghibli II
- Renault 5 Supercinq
- De Tomaso Biguà, später als Qvale Mangusta vermarktet